# フーテン・プロモーション
フーテン・プロモーションは、日本のプロレス団体。漢字表記は風天（フーテン）。

## 歴史
- 2005年3月1日、池田大輔が設立。
- 4月24日、横浜赤レンガ倉庫1号館で旗揚げ戦を開催。

## 所属選手
- 池田大輔

## 歴代所属選手
- 田中純二（団体預かり）
- 佐々木恭介（現：佐々木日田丸）
- ホワイト森山
- スルガマナブ（現：原学）
- 小野武志
- 大場貴弘